# Шекриладзе, Заур Александрович
Заур Александрович Шекриладзе (род. 25 февраля 1939) — советский борец вольного и классического стилей, чемпион и призёр чемпионатов СССР, мастер спорта СССР международного класса по вольной борьбе (1966), мастер спорта СССР по классической борьбе (1960). Увлёкся борьбой в 1953 году. В 1958 году выполнил норматив мастера спорта СССР по вольной борьбе. Участвовал в 12 чемпионатах страны.

## Спортивные результаты
- Чемпионат СССР по вольной борьбе 1961 года — ;
- Вольная борьба на летней Спартакиаде народов СССР 1963 года — ;
- Чемпионат СССР по вольной борьбе 1966 года — ;
- Чемпионат СССР по вольной борьбе 1968 года — ;
- Вольная борьба на летней Спартакиаде народов СССР 1971 года — ;